# サンライズアース
サンライズアース（欧字名:Sunrise Earth、2021年2月6日 - ）は、日本の競走馬。主な勝ち鞍は2025年の阪神大賞典。

## 戦績

### 2歳（2023年）
10月22日に京都競馬場で行われた5R新馬戦にてミルコ・デムーロを背にデビューし、勝利を収めた。次走はホープフルステークスが予定されていたが、左前挫石のため出走取消となった。

### 3歳（2024年）
前年の立て直しを図るべく、すみれステークスに出走。ここでは7番人気に甘んじたが、向こう正面で力強く抜け出してハナを奪うと、そのまま押し切って勝利した。しかし、続く皐月賞では直線で伸びを欠いて12着に大敗した。鞍上のミルコ・デムーロはレース後、「力がありすぎる。元気すぎるくらいで集中してなかった。能力は高いですが、馬がまだ子供ですね」と語った。次走のダービーでは、鞍上が池添謙一に乗り替わりとなった。15番人気と低評価であったが、レースでは後方から捲り気味に進出すると直線では長くいい脚を使って4着に入り掲示板を確保した。池添はレース後「内から先行するつもりだったが、スタートがイマイチで切り替えて後ろからに。直線は長くいい脚を使って差し返した。メンタルが弱く体もまだこれからの馬。ポテンシャルはある」と素質を評価した。次走は神戸新聞杯が予定されていたが、夏負けのために回避した。

### 4歳（2025年）
1月19日の日経新春杯で復帰するも16着に大敗する。次走の早春ステークスで2着に入った後に阪神大賞典に挑んだ。前年の宝塚記念勝ち馬ブローザホーンも出走してきたが、レースでは序盤からハナを切って主導権を握ると直線で一気に突き抜け、2着に6馬身差をつける圧勝で重賞初制覇を飾った。

## 競走成績
以下の内容は、netkeiba.comおよびJBISサーチに基づく。
| 競走日     | 競馬場 | 競走名       | 格  | 距離（馬場）  | 頭 数 | 枠 番 | 馬 番 | オッズ （人気） | 着順 | タイム （上り3F） | 着差 | 騎手        | 斤量 [kg] | 1着馬（2着馬）         | 馬体重 [kg] |
| ---------- | ------ | ------------ | --- | ------------- | ----- | ----- | ----- | --------------- | ---- | ----------------- | ---- | ----------- | --------- | ---------------------- | ----------- |
| 2023.10.22 | 京都   | 2歳新馬      |     | 芝2000m（良） | 8     | 8     | 8     | 050.30（7人）   | 01着 | R2:01.4（35.2）   | -0.1 | 0M.デムーロ | 56        | （ヴィスマール）       | 538         |
| 0000.12.28 | 中山   | ホープフルS  | GI  | 芝2000m（良） | 16    | 8     | 17    |                 |      | 出走取消          |      | 0M.デムーロ | 56        | レガレイラ             | 計不        |
| 2024.02.24 | 阪神   | すみれS      | L   | 芝2200m（良） | 10    | 8     | 9     | 014.20（7人）   | 01着 | R2:12.0（35.0）   | -0.3 | 0M.デムーロ | 57        | （ジューンテイク）     | 542         |
| 0000.04.14 | 中山   | 皐月賞       | GI  | 芝2000m（良） | 17    | 7     | 15    | 054.2（12人）   | 12着 | R1:58.5（35.2）   | -1.4 | 0M.デムーロ | 57        | ジャスティンミラノ     | 532         |
| 0000.05.26 | 東京   | 東京優駿     | GI  | 芝2400m（良） | 17    | 1     | 1     | 125.9（15人）   | 04着 | R2:25.0（34.4）   | -0.7 | 0池添謙一   | 57        | ダノンデサイル         | 524         |
| 2025.01.19 | 中京   | 日経新春杯   | GII | 芝2200m（良） | 16    | 6     | 11    | 008.40（6人）   | 16着 | R2:14.0（40.0）   | -4.2 | 0池添謙一   | 56        | ロードデルレイ         | 540         |
| 0000.02.08 | 東京   | 早春S        | 3勝 | 芝2400m（良） | 14    | 7     | 12    | 005.70（4人）   | 02着 | R2:25.2（34.9）   | -0.1 | 0菅原明良   | 58        | マイネルカンパーナ     | 534         |
| 0000.03.23 | 阪神   | 阪神大賞典   | GII | 芝3000m（良） | 11    | 7     | 9     | 005.70（4人）   | 01着 | R3:03.3（35.0）   | -1.0 | 0池添謙一   | 56        | （マコトヴェリーキー） | 526         |
| 0000.05.04 | 京都   | 天皇賞（春） | GI  | 芝3200m（良） | 15    | 3     | 5     | 004.50（2人）   | 04着 | R3:14.8（36.4）   | -0.8 | 0池添謙一   | 58        | ヘデントール           | 530         |

- 競走成績は2025年5月4日現在

## 血統表
| サンライズアースの血統          | サンライズアースの血統                             | サンライズアースの血統                             | （血統表の出典）                                   | （血統表の出典）  |
| 父系                            | キングマンボ系                                     | キングマンボ系                                     | キングマンボ系                                     | [ § 2 ]           |
| 父 レイデオロ 鹿毛 2014         | 父の父キングカメハメハ 鹿毛 2001                   | Kingmambo                                          | Mr.Prospector                                      | Mr.Prospector     |
| 父 レイデオロ 鹿毛 2014         | 父の父キングカメハメハ 鹿毛 2001                   | Kingmambo                                          | Miesque                                            |                   |
| 父 レイデオロ 鹿毛 2014         | 父の父キングカメハメハ 鹿毛 2001                   | *マンファス                                        | *ラストタイクーン                                  | *ラストタイクーン |
| 父 レイデオロ 鹿毛 2014         | 父の父キングカメハメハ 鹿毛 2001                   | *マンファス                                        | Pilot Bird                                         |                   |
| 父 レイデオロ 鹿毛 2014         | 父の母ラドラーダ 青鹿毛 2006                       | *シンボリクリスエス                                | Kris S.                                            | Kris S.           |
| 父 レイデオロ 鹿毛 2014         | 父の母ラドラーダ 青鹿毛 2006                       | *シンボリクリスエス                                | Tee Kay                                            |                   |
| 父 レイデオロ 鹿毛 2014         | 父の母ラドラーダ 青鹿毛 2006                       | *レディブロンド                                    | Seeking the Gold                                   | Seeking the Gold  |
| 父 レイデオロ 鹿毛 2014         | 父の母ラドラーダ 青鹿毛 2006                       | *レディブロンド                                    | *ウインドインハーヘア                              |                   |
| 母 シャンドランジュ 青鹿毛 2013 | 母の父マンハッタンカフェ 青鹿毛 1998               | *サンデーサイレンス                                | Halo                                               | Halo              |
| 母 シャンドランジュ 青鹿毛 2013 | 母の父マンハッタンカフェ 青鹿毛 1998               | *サンデーサイレンス                                | Wishing Well                                       |                   |
| 母 シャンドランジュ 青鹿毛 2013 | 母の父マンハッタンカフェ 青鹿毛 1998               | *サトルチェンジ                                    | Law Society                                        | Law Society       |
| 母 シャンドランジュ 青鹿毛 2013 | 母の父マンハッタンカフェ 青鹿毛 1998               | *サトルチェンジ                                    | Santa Luciana                                      |                   |
| 母 シャンドランジュ 青鹿毛 2013 | 母の母*ハルーワソング 栗毛 1996                    | Nureyev                                            | Northern Dancer                                    | Northern Dancer   |
| 母 シャンドランジュ 青鹿毛 2013 | 母の母*ハルーワソング 栗毛 1996                    | Nureyev                                            | Special                                            |                   |
| 母 シャンドランジュ 青鹿毛 2013 | 母の母*ハルーワソング 栗毛 1996                    | Morn of Song                                       | Blushing Groom                                     | Blushing Groom    |
| 母 シャンドランジュ 青鹿毛 2013 | 母の母*ハルーワソング 栗毛 1996                    | Morn of Song                                       | Glorious Song                                      |                   |
| 母系(F-No.)                     | ハルーワソング(USA)系(FN:12-c)                     | ハルーワソング(USA)系(FN:12-c)                     | ハルーワソング(USA)系(FN:12-c)                     | [ § 3 ]           |
| 5代内の近親交配                 | Nureyev：M3×S5、Mr. Prospector：S4×S5、Halo：M4×M5 | Nureyev：M3×S5、Mr. Prospector：S4×S5、Halo：M4×M5 | Nureyev：M3×S5、Mr. Prospector：S4×S5、Halo：M4×M5 |                   |
| 出典                            | 1. 2. 3.                                           | 1. 2. 3.                                           | 1. 2. 3.                                           | 1. 2. 3.          |

- 半兄にダイオライト記念・みやこステークス勝ち馬のセラフィックコール（父ヘニーヒューズ）、半妹に萩ステークス（L）勝ち馬のテリオスララ（父シスキン）がいる。
- 従兄弟にヴィルシーナ、シュヴァルグラン、ヴィブロスがいる。
- 伯父にフレールジャック、マーティンボロがいる。
- そのほかの近親はグローリアスソング#主な牝系図を参照。